# Tatjana Arambašin Slišković
Tatjana Arambašin Slišković (Pag, 12. siječnja 1922. – 28. travnja 2009.), bila je hrvatska književnica, novinarka i prevoditeljica.
Rodila se kao Tatjana Arambašin 1922. godine u građanskoj obitelji podrijetlom iz Kaštel Novoga. Pohađala je Trgovačku akademiju. Za vrijeme Drugog svjetskog rata se priključila NOP-u. Od 1954. godine živi u Puli gdje živi i radi kao profesionalna spisateljica. Piše od 1964. godine. Objavila je romane, pripovijesti i oglede. Bavila se puljskim i istarskim likovnim životom u svojim studijama i ogledima. Pisala je za La Voce del Popolo i za Glas Istre. Prevodila je s njemačkoga, talijanskoga i slovenskog. Neka djela su također prevađana na strane jezike: na njemački, talijanski, engleski, mađarski i esperanto. Među prvim Istranima postala je članica Društva hrvatskih književnika. Bilo je to 1966. godine. Suosnivačica je, uz književnike Alda Klimana, Miroslava Sinčića, Stjepana Vukušića, Daniela Načinovića i prvog izabranog predsjednika Borisa Biletića, odnosno jedna je od članova Inicijativnog odbora i organizatora Osnivačke skupštine Istarskog ogranka Društva hrvatskih književnika, održane u Puli 2. srpnja 1990. godine, čija je poslije bila i zaslužna članica. Bila je članica Hrvatskoga P.E.N.-a od 1986., Matice hrvatske i inih ustanova. Značajan je njen rad u uredništvu časopisa Istarskog mozaika.
1983. je godine dobila nagradu Ksaver Šandor Gjalski za Čovjek koji je volio vlakove, čovjek koji je mrzio vlakove i druge priče s tračnica (zajedno s Iris Supek, koja je dobila za djelo Kraj svijeta počinje kihanjem). Dobitnica je i nagrade Drago Gervais, Dr Mijo Mirković i drugih.
2008. je godine objavljeno djelo Književni portret: Tatjana Arambašin. Osim njenih romana i pripovijesti, priredila je sabrana djela jednog zanemarenog puljskog pisca, Ante Tentora.
Godine 2008. Istarski ogranak DHK iz Pule objavio je knjigu "Književni portret: Tatjana Arambašin" (100 str + DVD u trajanju od 60 min.), koja donosi najvažnije kritičke i esejističke tekstove o književnici, naslovnice svih knjiga, obiteljske fotografije i snimak intervjua sa spisateljicom
(iz 2006.).

## Djela
- Zvjezdani brojevi sitnica, roman, Otokar Keršovani, Rijeka, 1964.
- Priče iz ljeta 1965, pripovijesti, Bagdala, Kruševac, 1965.
- Lutaoci, roman, Riječka revija, Rijeka, 1967.
- Balada o morskom konjicu, roman, Zora, Zagreb, 1971.
- Pripovijesti o Šimunu, pripovijesti, Istarski mozaik, Pula, 1971.
- Ljepotica s otoka, roman, Otokar Keršovani, Rijeka, 1973.
- La Piramide, pripovijesti, La sfinge, Napulj, 1983.
- Novoljetne pripovijesti, pripovijesti, Istarska naklada, Pula, 1984.
- S prijateljem do zida, pripovijesti, Novo delo, Beograd, 1985.
- Moji londonski susreti, pripovijesti, Otvoreno sveučilište Osijek, Osijek, 1991.
- Priče putuju vlakom, pripovijesti, Nakladni zavod Matice hrvatske, Zagreb, 1995.
- Koliki su te voljeli, moja Pulo, knjiga ogleda, Matica hrvatska - Grad Pula, Zagreb - Pula, 1996.
- Gnjavatori, pripovijesti, Erasmus naklada, Zagreb, 1999.
- Svakodnevice, roman, Erasmus naklada, Zagreb, 2000.
- Život uhvaćen jednom rukom, roman, Erasmus naklada i IO DHK, Zagreb - Pula, 2001.
- Traženja, roman, Erasmus naklada, Zagreb, 2002.
- Sama, roman, Erasmus naklada, Zagreb, 2003.